# 구걸
구걸(求乞)은 밥이나 돈, 물건 따위를 거저 달라고 비는 일을 뜻한다. 거지는 가난해서 남에게 빌어먹고 사는 사람으로, 삶을 영위하는데 기본적으로 필요한 의, 식, 주를 스스로 힘으로 해결하지 못한다. 경제적으로나 신분적으로 사회에서 최하위 계층에 속하므로, 정상적인 가정을 이루지 못하고 사람 들에게 무능하고 모자란 인간으로 인식되어 천대와 멸시를 받는 경우가 많다.

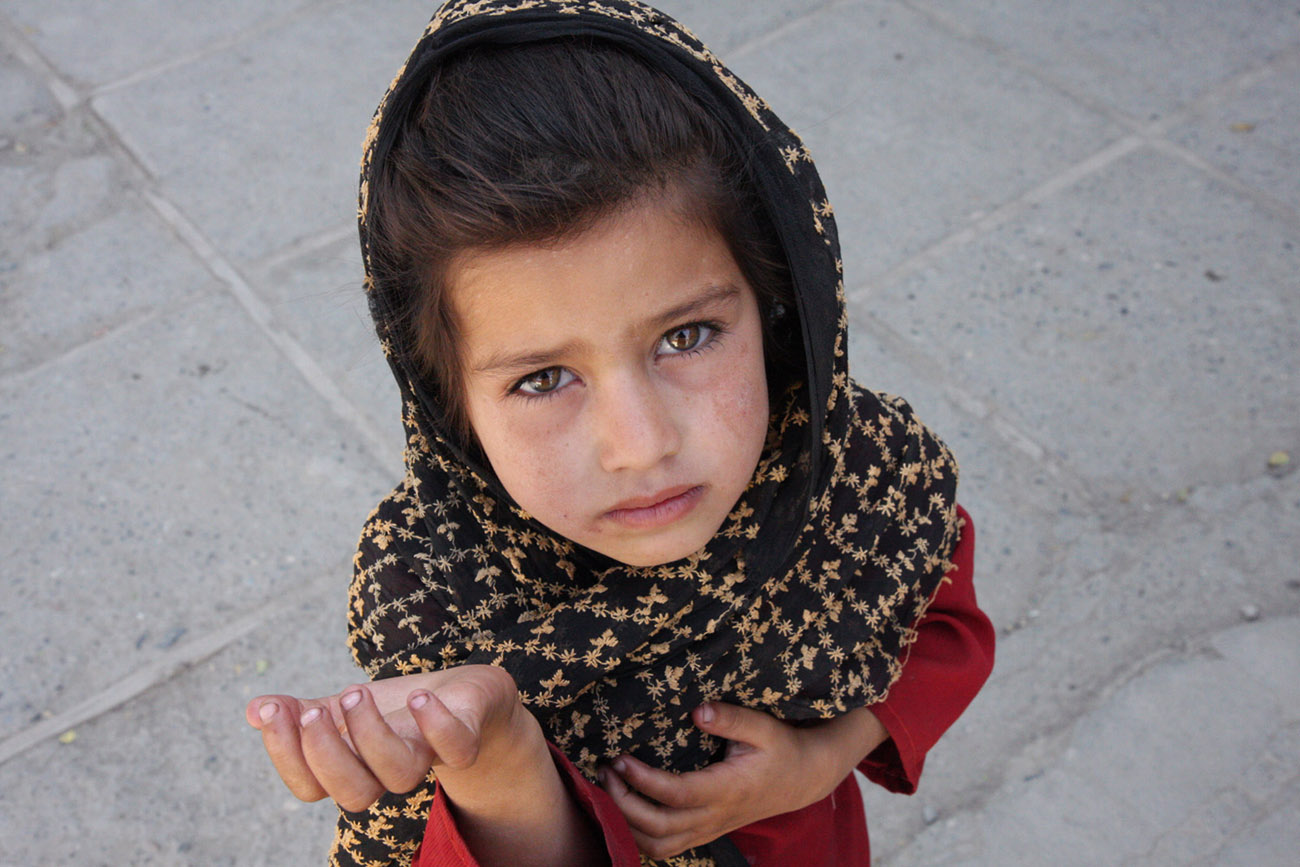
2008년 아프가니스탄 카불에서 구걸하는 여자 아이

 그러나 의외로 대부분 사람들이 가난했던 시절은 주변 사람들의 가족일 수도 있는 거지가 친근함의 대상이기도 했으며 때때로 무시할 수 없는 존재로 표현되기도 했다.

## 문화
이슬람에서는 노동 능력이 있는 사람이 노동을 하지 않고 구걸을 하는 것을 하람으로 보고 있으나 절박한 상황에서의 구걸은 정부나 타인에게 도움을 요청하는 것은 있을 수 있다고 본다.

## 같이 보기
- 빈곤
- 노동 빈곤층
- 노숙자
- 김춘삼